# Гетаовит
Гетаови́т (арм. Գետահովիտ) — село в центре Тавушской области Армении в низовьях реки Сарнаджур.
Главой сельской общины является Саргис Казарян.

## География
Село расположено на реке Сарнаджур, впадающей в реку Агстев, в 2 км к северо-востоку от областного центра — города Иджевана, на высоте 700 м над уровнем моря. Ближайшими сёлами являются Енокаван, Лусадзор, Хаштарак и Лусаовит.

## Население
Предки части местных жителей переселились сюда из близлежащего села Хин Тала, а также сёл Хаченского и Джрабердского районов Арцаха.
| Год         | 1831 | 1897 | 1926 | 1939 | 1959 | 1970 | 1979 | 1989 | 2001 | 2004 | 2008 |
| ----------- | ---- | ---- | ---- | ---- | ---- | ---- | ---- | ---- | ---- | ---- | ---- |
| Численность | 118  | 559  | 665  | 893  | 1015 | 1331 | 1487 | 1778 | 2088 | 1937 | 2043 |

## Экономика
Население занимается скотоводством, садоводством, выращиванием овощей, зерна и табака.

## Памятники истории и культуры
В 1,5 км к северо-востоку от Гетаовита находится заброшенное поселение XII—XIII веков Мргашен (арм. Մրգաշեն), где можно увидеть руины церквей и кладбища, а в 11 км к западу — ещё одно заброшенное поселение XII—XIII веков Кырана-Тухт (арм. Կըռանա-Տուխտ).

## Выдающиеся уроженцы
- Саргис Казарян
- Владимир Енгибарян — олимпийский чемпион по боксу

## Примечание
1. 1 2 3 4 5 6  Словарь населенных пунктов Республики Армения (арм.) С. 57. Ер.: Государственный кадастровый комитет Армении.«Центр геодезии и картографии» ГНКО (2008). Дата обращения: 14 марта 2018. Архивировано из оригинала 12 сентября 2014 года.
2. ↑  Socio-economic characteristics of marzes and Yerevan city of the RA, Tavush marz, 2023. Дата обращения: 3 января 2024. Архивировано 1 декабря 2023 года.
3. ↑  Тавушский марз. Архивировано 1 мая 2008 года.
4. ↑  Перепись населения марза Тавуш Архивная копия от 26 февраля 2021 на Wayback Machine  (англ.)